# Mobicoop
Mobicoop est une entreprise coopérative qui déploie des solutions de mobilité en France métropolitaine et dans les outre mers français.
La société est présente dans les domaines du covoiturage, de la gestion de flotte d’entreprise, l'auto-stop organisé et de la mobilité solidaire,,,.
La coopérative cherche à promouvoir une vision sociale et solidaire de la mobilité partagée.

## Histoire

### Covoiturage-libre.fr
La plateforme Covoiturage-libre.fr est fondée en 2011, sous la forme d'une association, par des utilisateurs déçus de Covoiturage.fr — devenus BlaBlaCar —, à la suite de la mise en place de frais de commission.

### Transformation en coopérative
Le 23 novembre 2018, Covoiturage-libre.fr se transforme en entreprise coopérative et change de dénomination sociale pour celui de Mobicoop,,.
En juillet 2019, Mobicoop fusionne avec la société Covivo-RoulezMalin, spécialisée dans le service de covoiturage à destination des entreprises et collectivités territoriales,,.
En juin 2021, la société fusionne avec la société Rezo Pouce, coopérative spécialisée dans l'auto-stop organisé.
En mars 2022, la Banque des territoires, Macif Innovation et la Socodem — fonds d'investissement de la Confédération générale des SCOP — investissent 800 000 € dans Mobicoop,.
Le modèle économique de Mobicoop repose sur la vente de services aux collectivités territoriales et entreprises, comme le développement de plateformes de covoiturages dédié, l'animation de territoires, la gestion de flotte automobile professionnelle ou la création de communautés de covoiturage privé. Elle propose un service de covoiturage du quotidien ou lors d'événement culturel. 
Mobicoop propose ses services à différents territoires pour développer leur service de covoiturage local. Parmi elles : 
- OuestGo pour plus de 70 collectivités dans l’ouest de la France, de la Région bretagne, Loire-Atlantique à la région Pays de la Loire[16] ;
- Movici pour la région Auvergne-Rhône-Alpes[11] ;
- PichoLines pour la communauté de communes Pays Cœur d'Hérault ;
- PassPass covoiturage dans les Hauts-de-France ;
- En Covoit Grand Lyon pour la métropole du Grand Lyon ;
- Txik Txak Kovoit’ pour le Pays basque[17].

## Valeurs

### Coopératives
L'entreprise est une société coopérative d'intérêt collectif de type société par actions simplifiée (SCIC-SAS) à capital variable. Des cercles de gouvernance permettent aux sociétaires de s’associer aux décisions.

### Libres
La société propose une solution de covoiturage sans frais de commission obligatoire et sans publicité. Chaque utilisateur gardant la possibilité de participer, ou non, à prix libre aux frais de fonctionnement et au développement du projet.
La coopérative déploie ses plateformes de mobilités dans la philosophie des biens communs non-capitalisables,.

### Innovation
La coopérative développe le transport solidaire à destination de personnes exclues de la mobilité pour diverses raisons (fracture numérique, précarité, milieu rural, handicap…).
Sur la période 2020-2021, la coopérative travaille avec plusieurs partenaires pour le lancement d'un standard, nommé RDEX+, pour rendre le covoiturage interopérable au sein de la mobilité comme service,.

## Communication

### Identités visuelles

Logo de Covoiturage libre.fr
Logo de Rezo Pouce intégré en 2022 à Mobicoop.
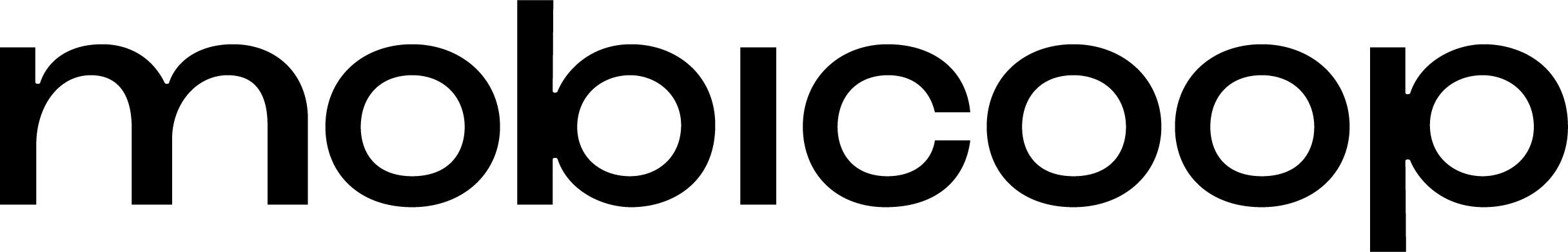
Logo de Mobicoop

### Partenaires
Mobicoop participe également au collectif des « Licoornes », composé de 9 coopératives alternatives qui développent des services solidaires et des produits du quotidien dans le sens de la transition citoyenne et écologique : le fournisseur d’électricité renouvelable Enercoop, l’opérateur de télécommunications TeleCoop, le réseau coopératif d’opérateurs d’autopartage Citiz, la société coopérative de transport ferroviaire Railcoop, la coopérative de finances solidaires La Nef, ainsi que le Mouvement Emmaüs, Commown, et Coopcircuits,.